# 楓渓区
楓渓区（ふうけい-く）は中華人民共和国広東省潮州市に位置する県級管理区。

## 歴史
楓渓区の前身は潮安県楓渓鎮である。1995年12月、楓渓鎮に県級管理区として楓渓区が設置され、潮州市の管轄とされた。

## 行政区画
下部に3弁公室を管轄する。
- 長徳農村工作弁公室
  - 村委会:楓一、楓二、長美一、長美二、湖廈村
  - 居委会:懐徳、石橋、洲園、長美
- 路東農村工作弁公室
  - 村委会:池湖、蔡隴、堤頭、全福、古板頭、英塘、洋頭、上東埔、下東埔、田頭、田頭何等
- 路西農村工作弁公室
  - 村委会:蔵竜、詹厝、李厝、槐山崗、山辺、白塔、高廈、前進、西辺